# Вело Клуб
«Вело Клуб» (порт. Velo Clube) — бразильський футбольний клуб, який базується в місті Ріу-Клару, штат Сан-Паулу. Заснований у 1910 році.